# Queen Esther Marrow

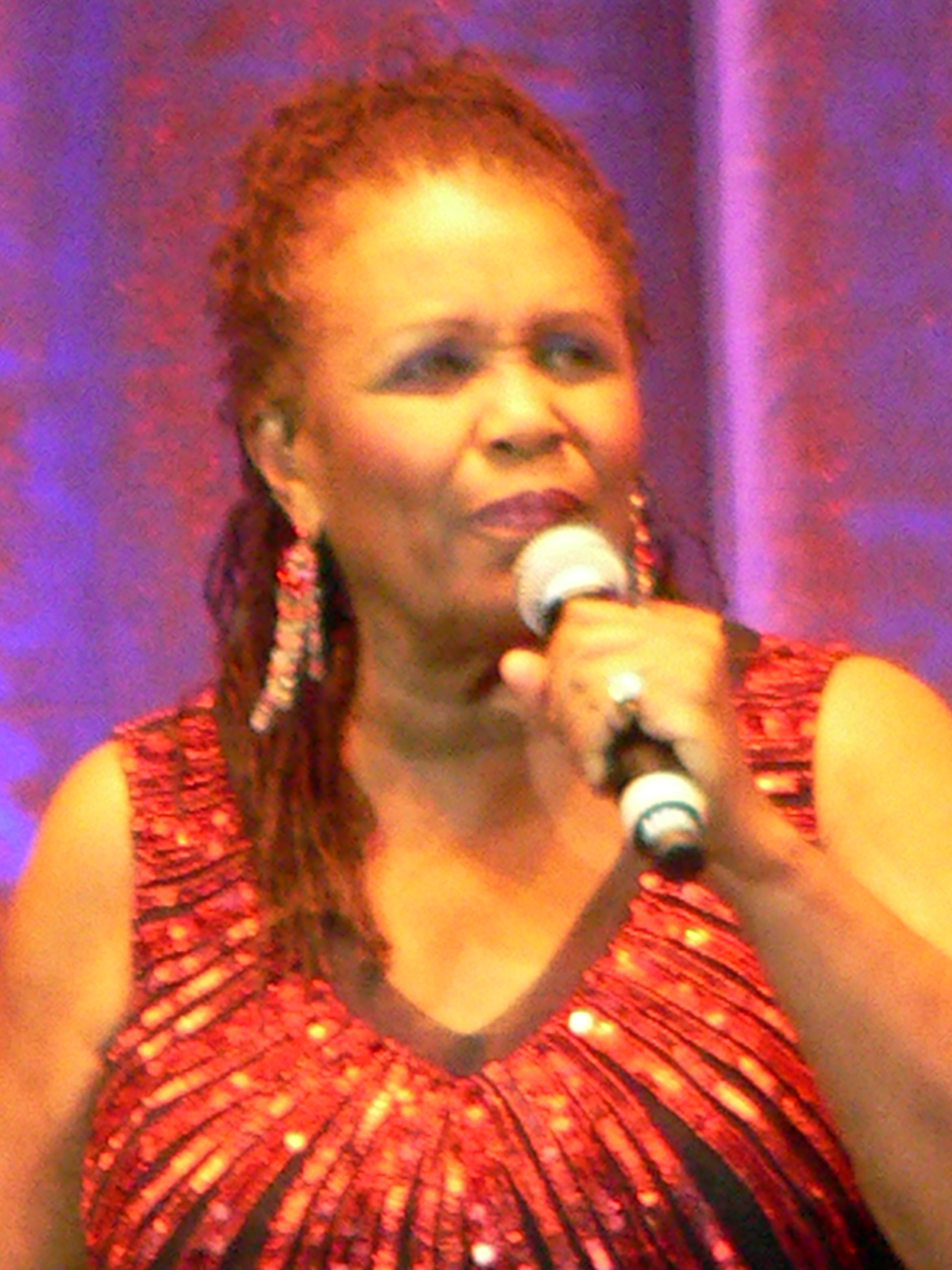
Queen Esther Marrow in 2007

Queen Esther Marrow (Newport News, 12 februari 1941) is een Amerikaanse soul-, gospel- en jazz-zangeres en actrice.
Ze begon haar carrière op 22-jarige leeftijd en haar talent werd ontdekt door Duke Ellington toen ze voor hem zong. Ellington nam haar mee als zangeres op de "Sacred Concert" toer en de twee werden vrienden. In 1965 raakte ze betrokken bij de Burgerrechtenbeweging, toen ze optrad tijdens de World Crusade van Martin Luther King. Hier ontmoette ze haar idool Mahalia Jackson, met wie ze zou later optreden en die ze zou vertolken in Sing Mahalia Sing. In 1990 componeerde ze over Mahalia Jackson de musical "Truly Blessed", waarin Queen Esther tevens optrad. De musical, die onder andere te zien was op Broadway, werd in drie categorieën genomineerd voor een Helen Hayes-Award. Ze trad ook op in andere Broadway-shows en acteerde in de Motown-film "The Last Dragon", geproduceerd door Berry Gordy. Ze verscheen vaak op de televisie, bijvoorbeeld in een programma over Ellington ("Duke Ellington: The Music Lives On") en in Sesame Street.
Queen Esther Marrow heeft opgetreden met onder meer Ella Fitzgerald, Lena Horne, B.B. King, Ray Charles, Thelonious Monk, Chick Corea, Harry Belafonte en Bob Dylan. Ze zong voor enkele Amerikaanse presidenten, de Britse koninklijke familie en, enkele keren, voor Paus Johannes Paulus II.
In 1991 richtte ze de groep The Harlem Gospel Singers op, waarmee ze nog steeds optreedt en platen maakt.
Ze is te horen op albums van onder andere Bob Dylan en Brian Setzer

## Discografie (selectie)
- Sister Woman, Sophmore, 1972 (Beat Goes Public, 2010)

met de Harlem Gospel Singers:
- God Cares, EMI Gospel Music, 2002
- Let the Good Times Roll, dvd, 2009

- Gemeinsame Normdatei: 134925165
- International Standard Name Identifier: 0000 0000 5571 3439
- Library of Congress Control Number: n94010718
- MusicBrainz: b749137e-72b2-4b5f-b05b-1482fdf77238
- SNAC: w6wz1dg5
- Virtual International Authority File: 360149294515380522984
- WorldCat: E39PBJdRB3J4xvBvtbcFwJ83cP